# Матар
Мата́р (рос. Матар) — невеликий острів у Східно-Сибірському морі, є частиною островів Анжу в складі Новосибірських островів. Територіально відноситься до Республіки Саха, Росія.
Острів розташований біля північного берега острова Земля Бунге, в Дорогоцінній губі. Вкритий пісками, висота до 3 м. Має видовжену з північного заходу на південний схід форму. Намивний, навколо острова поширені мілини.
| Росія | Це незавершена стаття з географії Росії. Ви можете допомогти проєкту, виправивши або дописавши її. |